# Èon
Èon (en grec antic Οἶον), també anomenada Ion (Ἰόν) per Xenofont, era la ciutat principal del districte de l'Escirítida, a Lacònia. Controlava el pas de Tegea cap a Esparta. Probablement es trobava a la clisura o port de les muntanyes que formen el límit natural entre Lacònia i Arcàdia.
Quan l'exèrcit de Tebes dirigit per Epaminondes va envair Lacònia per diferents passos, l'únic lloc on va trobar resistència va ser a Èon. El general espartà Iscolau, que defensava el lloc, va ser vençut pels invasors, que van continuar el seu camí cap a Sel·làsia, on es van unir a les altres parts de l'exèrcit, segons Xenofont. Esteve de Bizanci també en parla.
Les ciutats o fortaleses situades en passos de muntanya rebien sovint el nom d'Èon, segons Valeri Harpocració. Posteriorment no es parla més d'aquesta Èon, a no ser que sigui la que Pausànies anomena Ἴασος ("Iasos"), que la posa entre les ciutats de Lacònia, però diu que pertanyia als aqueus.